# Independence (Missouri)
Independence település az Amerikai Egyesült Államok Missouri államában, Jackson megyében, melynek megyeszékhelye is. Lakosainak száma 123 011 fő (2020. április 1.).

## Népesség
A település népességének változása:
| Lakosok száma | 111 700 | 112 000 | 116 830 | 123 011 |
|               | 1970    | 1984    | 2010    | 2020    |